# ناحیه برهمن‌بریه
ناحیه برهمن‌بریه (به لاتین: Brahmanbaria District) یک ناحیه در بنگلادش است که در استان چیتاگونگ واقع شده‌است.

## خصوصیات
ناحیه برهمن‌بریه ۱٬۹۲۷٫۱۱ کیلومترمربع مساحت و ۲٬۸۴۰٬۴۹۸ نفر جمعیت دارد.